# Alan Turing
Alan Mathison Turing, angleški matematik, logik, računalnikar, kriptolog in kriptograf, * 23. junij 1912, London, Anglija,  † 7. junij 1954, Wilmslow, Anglija.
Alan Turing velja za očeta teoretičnega računalništva in umetne inteligence, širše znano pa je tudi njegovo delo na področju kriptoanalize – dešifriranja nemških vojaških sporočil med drugo svetovno vojno.

## Življenje in delo
Odraščal je v južni Angliji, kjer so učitelji že zgodaj prepoznali njegovo nadarjenost za matematiko. V internatu se je spoprijateljil s sošolcem Christopherjem Morcomom, ki je bil po izjavah nekaterih Turingova prva ljubezen. Morcom je leta 1930 umrl za tuberkulozo. Od žalosti se je Turing še bolj zagrizeno zakopal v delo, prav zaradi te travmatične izkušnje pa naj bi tudi postal ateist. Leta 1935 je z odliko diplomiral iz matematike na Kraljevem kolidžu v Cambridgeu, nato pa je odšel v ZDA, kjer je vpisal doktorski študij pod mentorstvom Alonza Churcha na Univerzi Princeton in doktoriral leta 1938. Že kot študent je napisal nekaj odmevnih del in John von Neumann mu je ponujal položaj asistenta, toda Turing se je odločil vrniti v domovino.
Leta 1936 je napisal članek O izračunljivih številih (On computable Numbers), ki je biblija za računalnikarje. Med drugo svetovno vojno je v Bletchley Parku (program s tajnim imenom Ultra) znatno pripomogel k razbitju nemških šifer. S »Turingovo bombo« (popravljena in razširjena poljska Bomba) tudi k razbitju šifriranja Enigme. Sam se je bolj malo ukvarjal z Enigmo, posvetil se je veliko bolj kompleksnemu nemškemu šifrirnemu stroju Tunny (Lorenz SZ 40/42). Napisal je tudi prvi računalniški program za prvi programabilni elektronski računalnik na svetu, angleški Colossus II. Ta računalnik je sestavil angleški poštni inženir Tommy Flowers s sodelavci. Colossus II. se je uporabljal izključno za dešifriranje nemškega Tunnyja (Lorenz SZ 40/42) in ne za dešifriranje Enigme.
Church-Turingova teza je matematična izjava o vsestranskosti računalnika: »Vsak računalnik z določeno minimalno sposobnostjo je v načelu sposoben opravljati iste naloge kot katerikoli drugi računalnik«. Torej so računalniki s sposobnostjo in kompleksnostjo, ki se vrsti od osebnih digitalnih asistentov do superračunalnikov, zmožni opravljati iste računske naloge, če le imajo dovolj časa in prostora za shranjevanje podatkov. Zasnoval je tudi miselni koncept Turingovega stroja. 
Če bi mu bilo dovoljeno še naprej razvijati računalnike na Univerzi v Manchestru, skupaj s prezgodaj umrlim prijateljem Christopherjem Collanom Morcomom (1911–1930), bi bili računalniki verjetno dostopni že veliko prej in danes neprimerno naprednejši.
Prispeval je tudi k razumevanju morfogeneze in Fibonaccijeve filotaksije, t. j. obstoja Fibonaccijevih števil pri rastlinah.  
Turinga poleg tega priznavajo za očeta umetne inteligence. Njegovo pionirsko delo z umetno inteligenco se je hitreje začelo razvijati šele v zadnjem času. Poznan je tudi po Turingovem testu. Leta 1953 je z digitalnim računalnikom izračunal vrednosti 1104-h netrivialnih ničel Riemannove funkcije ζ.
Leta 1946 je bil imenovan v red britanskega imperija, leta 1951 pa je bil izvoljen za člana Kraljeve družbe.

## Zasebno življenje
Leta 1952 je v okviru policijske preiskave o vlomu v njegovo hišo priznal, da je imel homoseksualne odnose (bil je kined). Po takratni britanski zakonodaji o nespodobnosti so ga obsodili in mu dali na izbiro zapor ali pogojni izpust s kemično kastracijo s sintetičnim estrogenom. Odločil se je za slednje, zato so mu po nekaj letih začele rasti prsi. Z obsodbo je izgubil dostop do občutljivih obveščevalskih podatkov, zato ni mogel več opravljati dela svetovalca za britansko agencijo Government Communications Headquarters (GCHQ), preprečen pa mu je bil tudi vstop v ZDA. 7. junija 1954 ob osmih zvečer je, star 41 let, doma naredil samomor z v ciankalij potopljenim jabolkom. Njegovi biografi domnevajo, da je poustvaril prizor iz Sneguljčice, njegove najljubše pravljice.
Konec leta 2013 ga je kraljevina posthumno pomilostila na prošnjo ministra za pravosodje. Kasneje so Britanci z množično peticijo vladi dosegli sprejem »Zakona Alana Turinga«, po katerem je bilo pomiloščenih še več deset tisoč ljudi, obsojenih zaradi homoseksualnosti po zakonodaji iz sredine 20. stoletja.
V knjigi Ničle in enice (Zeroes and Ones) pisateljica Sadie Plant špekulira, da je mavrični logotip podjetja Apple z odgriznjenim koščkom pravzaprav poklon žalostni Turingovi usodi. To je verjetno urbana legenda, saj je bil Appleov logotip oblikovan leta 1976, dve leti pred pojavom Bakerjeve »mavrične zastave ponosa«.